# Ruth Cohn
Ruth Charlotte Cohn (Berlín, 27 de agosto de 1912-Düsseldorf, 30 de enero de 2010) era una psicoterapeuta, educadora y poeta alemana. Es más conocida por ser la creadora de un método para aprender en grupos llamado interacción temática centrada (TCI). Fue la fundadora del Instituto de Taller para Aprendizaje Viviente (WILL), el cual es conocido hoy como el Ruth Cohn Instituto para TCI.

## Primeros años
Ruth Cohn nació en una familia judía de Berlín. Su padre, Arthur Hirschfeld, era un banquero, su madre Elisabeth, una pianista. En 1931/32 estudia economía y psicología en las Universidades de Heidelberg y Berlín. Cuándo Hitler llega al poder en 1933, ella huye a Zúrich, Suiza, donde estudia psicología, medicina clínica y psiquiatría en la Universidad. Además, estudia educación, teología, literatura y filosofía. De 1934 a 1939, fue también instruida en la Sociedad Internacional para el Psicoanálisis. En 1936, — como todos los judíos alemanes que vivían fuera — perdió su ciudadanía alemana. En 1938 se casa con Hans-Helmut Cohn, un estudiante médico de origen alemán-judío.
En 1940, su hija Heidi Ursula nació. El año siguiente se mudan a Estados Unidos. De 1941 a 1944, practica psicoterapeuta en el William Alanson Instituto de Psychiatry, Psicología & de Psicoanálisis en Nueva York. En Columbia University, gana el grado de master (M.Un.) En psicología, y queda certificada como psicóloga. Su hijo Peter Ronald nació en 1944. Su nieto Eric Bert Weiner nació en 1971. Su nieta Elizabeth Emily Weiner nació en 1975.
En 1946, después de su divorcio, empieza una práctica psicoanalítica privada en Nueva York. Centrada en la terapia de grupo se aparta gradualmente del psicoanálisis clásico en dirección a la experiential psychotherapy. En 1955, inicia un taller con el tema "Contrartransferencia" cuya aproximación metódica formó la base para el desarrollo de la terapia experiencial y la interacción centrada (TCI).

## Theme-centered Interaction
Había dos aspectos que la dirigieron a la creación de TCI: En primer lugar, el "couch" era demasiado pequeño. El couch del psicoanálisis era solo para una persona a la vez. No valía para parejas, grupos escolares, etc. Para crecer se necesitaba un grupo.
Segundo aspecto: Ruth Cohn estaba descontenta con la gran diferencia entre los grupos de terapia y las clases académicas y abstractas que no ayudaban en nada. Tenía que ser posible formar y aprender en grupos de trabajo de tal manera que habría alguna activación con un diálogo animado, con autodeterminación, con compromiso personal. La respuesta era TCI.
A principios de los 60s Ruth Cohn trabajó en las empresas comerciales que utilizan TCI por primera vez. De 1965 a 1966, fue entrenada en gestalt terapia por Fritz Perls. Funda el Instituto de Taller para Aprendizaje Viviente (WILL) en 1966 en Nueva York y en 1972 en Suiza, un instituto para entrenar en la interacción centrada.

## Ruth Cohn profesora
- 1957-73 Enseñanza en el Centro para Psychotherapy en la sección de Terapia del Grupo
- 1973 profesor Huésped para TCI en Clark Universidad, Massachusetts

## Premios
- 1971 Psicólogo del Año, otorgado por la Sociedad de Nueva York para Psicología Clínica
- 1979 Honorary doctorado (Dr. phil. h.c.), otorgado por la Facultad de Psicología, Universidad de Hamburgo, Alemania
- 1992 Mérito Magnífico Cruz de la República Federal Alemana
- 1994 Honorary doctorado (Dr. phil. h.c.), otorgado por el Instituto para Psicología de la Facultad para Filosofía e Historia de la Universidad de Bern, Suiza

## Legado
En los primeros años después del desarrollo de la interacción centrada, su uso creció rápidamente en los Estados Unidos. Hoy, aun así, TCI es virtualmente desconocido en los Estados Unidos, pero continúa siendo un concepto importante para educadores, terapeutas, supervisores y directores en Alemania, Suiza, Austria, Hungría, e India.